# Hygrotus quinquelineatus
Hygrotus quinquelineatus är en skalbaggsart som först beskrevs av Zetterstedt 1828.  Hygrotus quinquelineatus ingår i släktet Hygrotus och familjen dykare. Arten är reproducerande i Sverige. Inga underarter finns listade i Catalogue of Life.

## Bildgalleri

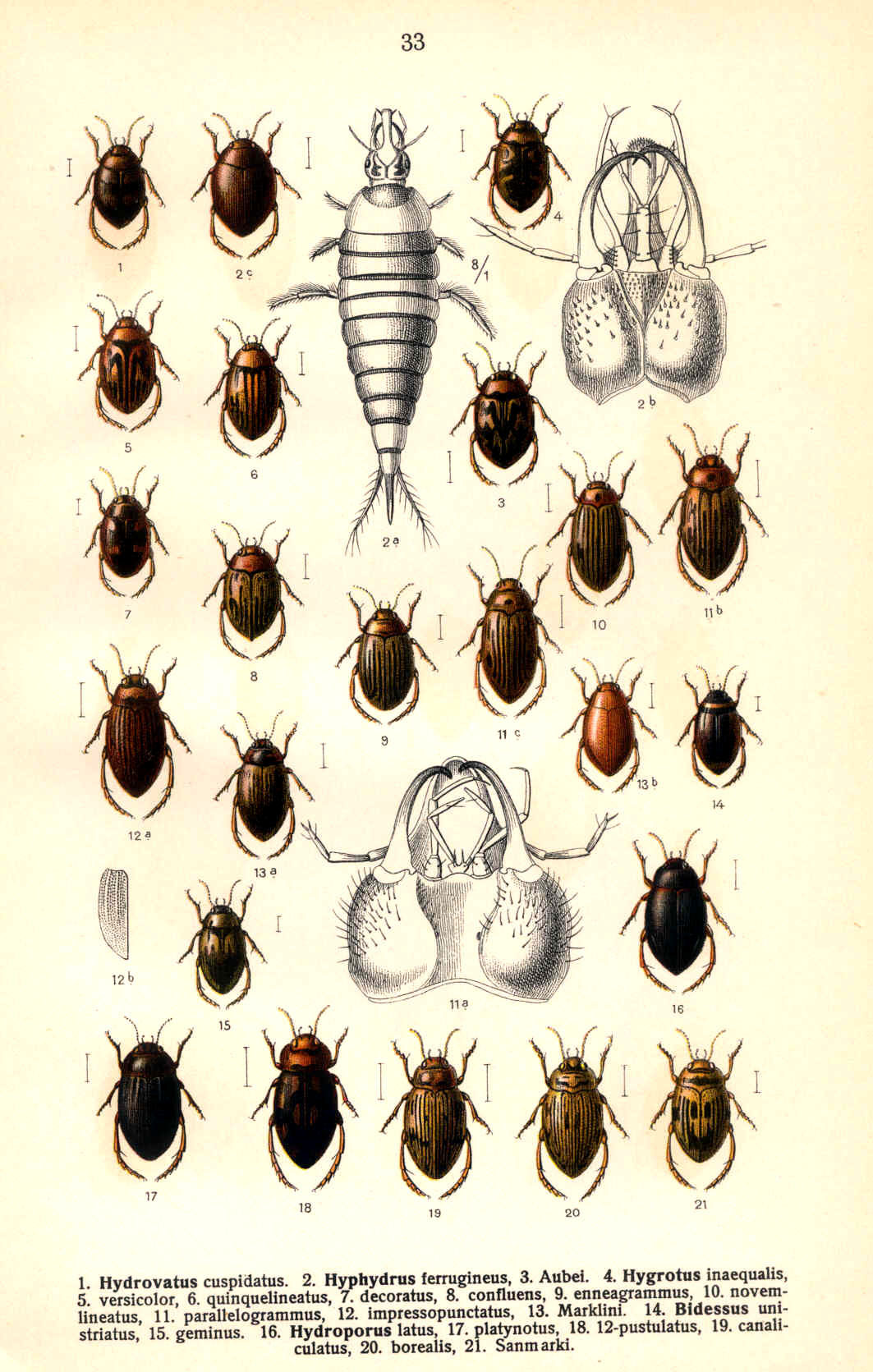